# عررهن (حديبو)

تعديل مصدري - تعديل

عررهن هي إحدى قرى مديرية حديبو التابعة لمحافظة سقطرى، بلغ تعداد سكانها 204 نسمة حسب تعداد اليمن لعام 2004.